# 플로샤디 가가리나역
플로샤디 가가리나 역(러시아어: Площадь Гагарина)은 모스크바 지하철 모스크바 중앙 순환선의 역이다. 이 역은 모스크바 중앙 순환선에서 유일한 지하 역사이다.

## 환승
플로샤디 가가리나 역에서는 칼루시스코 리시스카야 선의 레닌스키 프로스펙트 역으로 지하로 연결되어 무료 직통 환승이 가능하다.

## 통계
개통 초기 플로샤디 가가리나 역은 1일 25,800명의 승객으로 가장 많이 이용되었다. 두 번째로 많이 이용하는 역은 18,300명의 승객이 이용하는 블라디키노 역이었다. 2017년 1월 기준으로, 이 역은 본 노선에서 가장 많이 이용하는 역이다.

## 사진

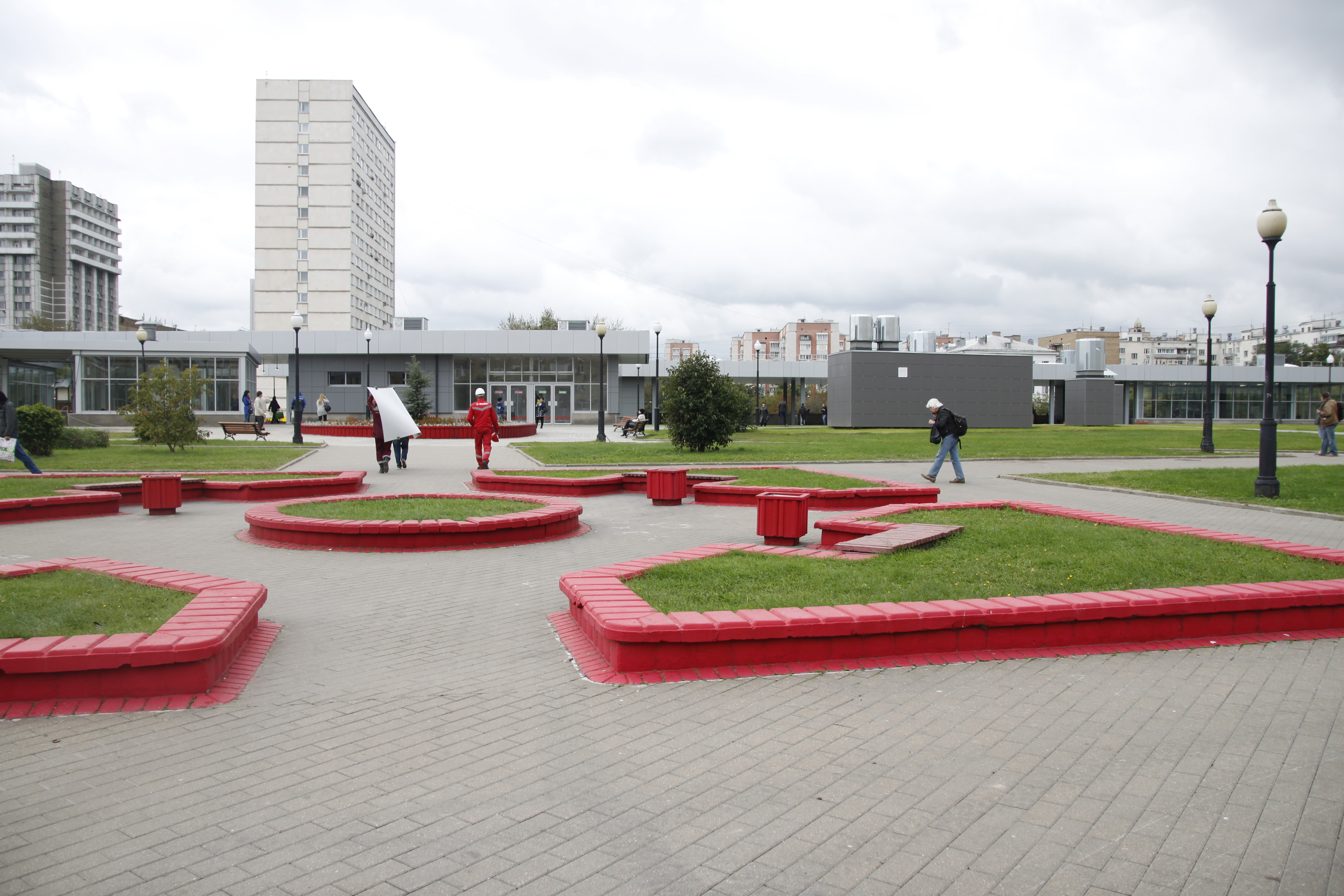
역전 광장
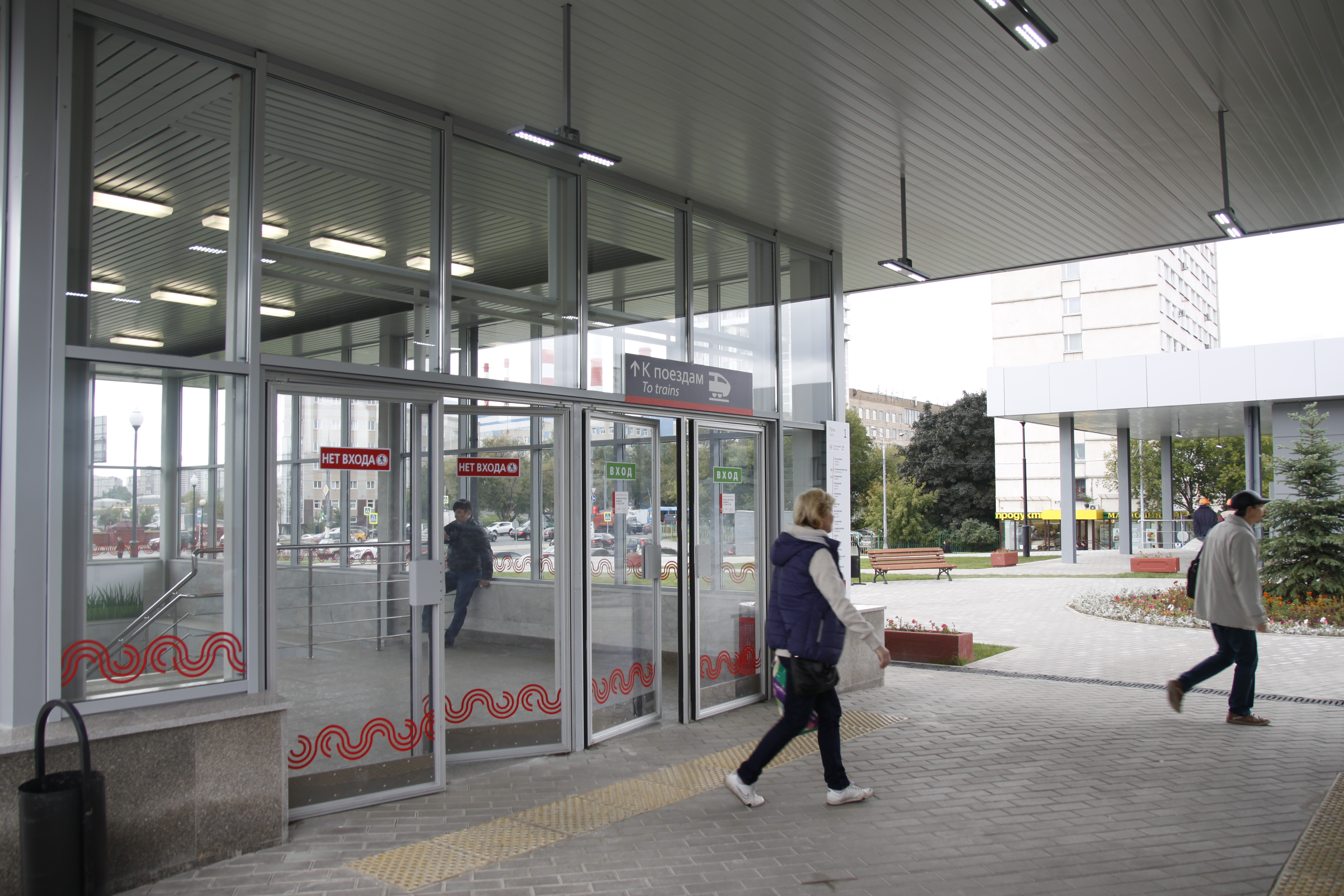
출입구
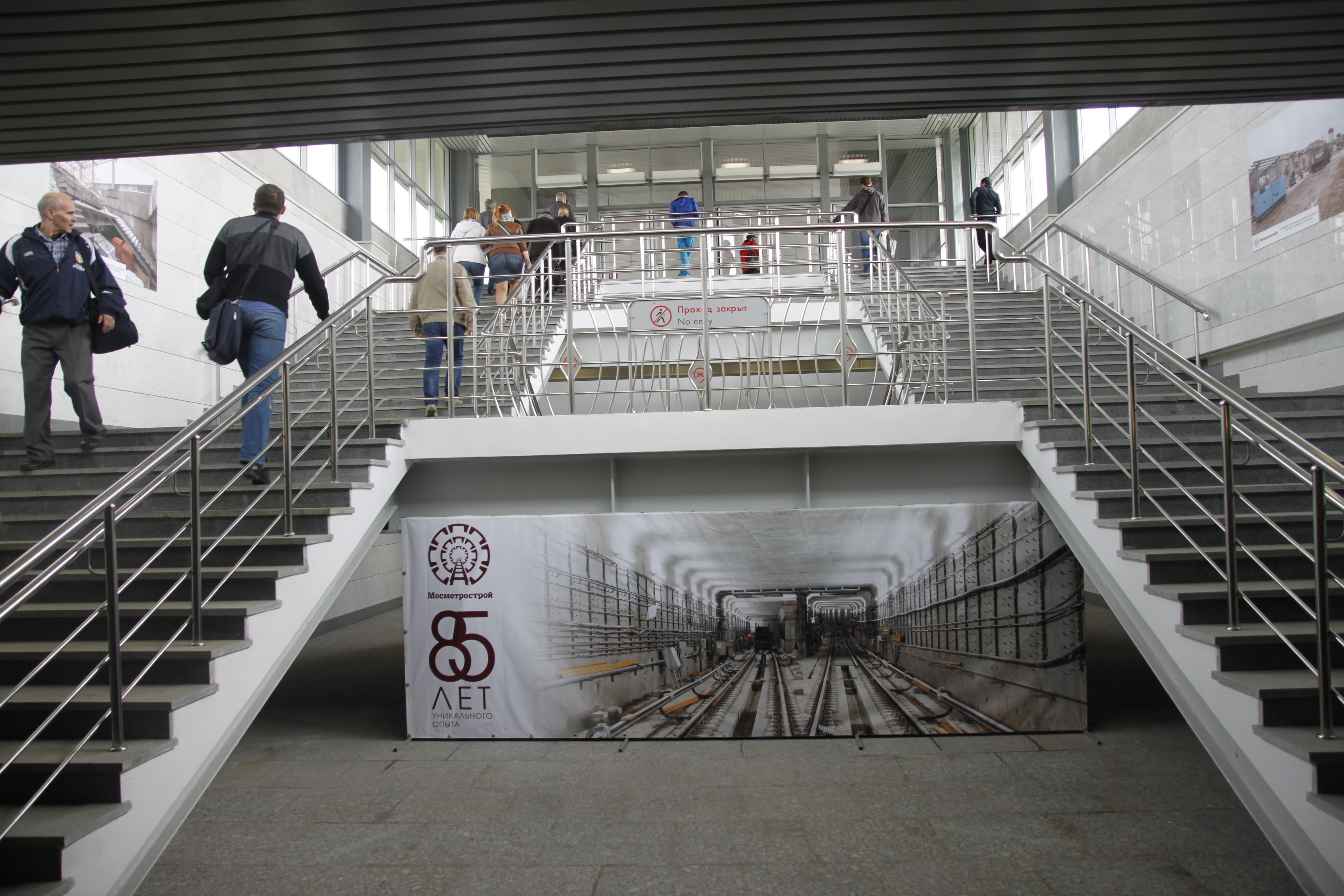
대합실
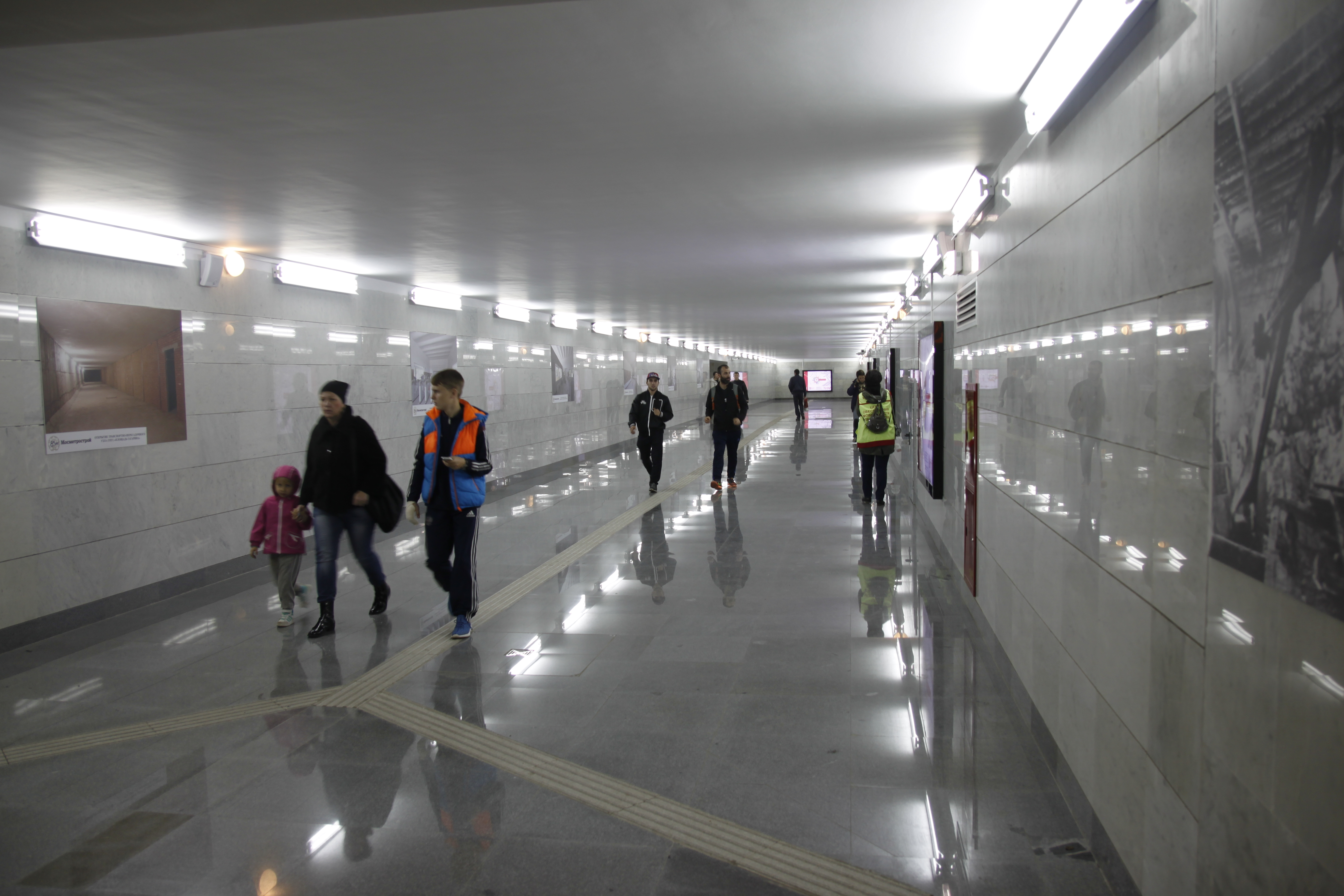
지하 환승통로